# Unité urbaine de Saint-Amand-les-Eaux
L'unité urbaine de Saint-Amand-les-Eaux est une unité urbaine française centrée sur la ville de Saint-Amand-les-Eaux, également  station thermale du département du Nord, au cœur de la huitième agglomération urbaine du département. Elle est contiguë à l'aire urbaine de Valenciennes.

## Situation géographique
L'unité urbaine de Saint-Amand-les-Eaux est située dans l'est de la région Nord-Pas-de-Calais, non loin de la Belgique.
La ville-même de Saint-Amand-les-Eaux qui est une station thermale réputée appartient à la partie historique du Hainaut français, petite région formée de collines sableuses. La ville thermale est située à proximité du lieu de confluence de la Scarpe et de l'Elnon. Principale ville de la Plaine de la Scarpe, elle est située à environ 10 km au nord-ouest de Valenciennes (chef-lieu d’arrondissement), à environ 35 km au sud-est de Lille (chef-lieu de département et de région) et à environ 20 km au sud de Tournai (province de Hainaut, Belgique).
Saint-Amand-les-Eaux se trouve au centre du Parc naturel régional Scarpe-Escaut, qui regroupe 48 communes (43 000 hectares et 162 000 habitants). Ce dernier est associé au Parc naturel des Plaines de l'Escaut qui appartient à la province de Hainaut en Belgique, formant le Parc naturel transfrontalier du Hainaut.
Une partie des communes qui forment l'unité urbaine de Saint-Amand-les-Eaux est intégrée à la Communauté d'agglomération de la Porte du Hainaut (Bruille-Saint-Amand, Château-l'Abbaye, Hasnon, Millonfosse, Nivelle et Saint-Amand-les-Eaux) tandis que la commune d'Odomez fait partie de la Communauté d'agglomération de Valenciennes Métropole.
L'unité urbaine de Saint-Amand-les-Eaux appartenait à l'aire urbaine de Valenciennes jusqu'au découpage de 2010, après lequel elle est devenue une aire urbaine autonome.

## Données générales
En 2010, selon l'INSEE, l'unité urbaine de Saint-Amand-les-Eaux est composée de onze communes, toutes situées dans le département du Nord, plus précisément dans l'arrondissement de Valenciennes.
Dans le nouveau zonage de 2020, elle est constituée de quinze communes.
En 2022, avec 36 275 habitants , elle constitue la huitième unité urbaine du département du Nord, se classant après celles de Cambrai (7e rang départemental) et de Hazebrouck (9e rang départemental).

## Délimitation de l'unité urbaine de 2020
Elle est composée des quinze communes suivantes :
| Nom                                 | Code Insee | Département | Statut       | Superficie (km2) | Population (dernière pop. légale) | Densité (hab./km2) | Modifier                                    |
| ----------------------------------- | ---------- | ----------- | ------------ | ---------------- | --------------------------------- | ------------------ | ------------------------------------------- |
| Saint-Amand-les-Eaux (ville-centre) | 59526      | Nord        | ville-centre | 33,81            | 16 042 (2022)                     | 474                | modifier les données · modifier les données |
| Bousignies                          | 59100      | Nord        | banlieue     | 3,14             | 344 (2022)                        | 110                | modifier les données · modifier les données |
| Brillon                             | 59109      | Nord        | banlieue     | 2,87             | 764 (2022)                        | 266                | modifier les données · modifier les données |
| Bruille-Saint-Amand                 | 59114      | Nord        | banlieue     | 7,88             | 1 693 (2022)                      | 215                | modifier les données · modifier les données |
| Château-l'Abbaye                    | 59144      | Nord        | banlieue     | 4,41             | 886 (2022)                        | 201                | modifier les données · modifier les données |
| Hasnon                              | 59284      | Nord        | banlieue     | 12,74            | 3 853 (2022)                      | 302                | modifier les données · modifier les données |
| Lecelles                            | 59335      | Nord        | banlieue     | 16,24            | 3 048 (2022)                      | 188                | modifier les données · modifier les données |
| Millonfosse                         | 59403      | Nord        | banlieue     | 3,48             | 708 (2022)                        | 203                | modifier les données · modifier les données |
| Nivelle                             | 59434      | Nord        | banlieue     | 5,92             | 1 393 (2022)                      | 235                | modifier les données · modifier les données |
| Odomez                              | 59444      | Nord        | banlieue     | 4,87             | 936 (2022)                        | 192                | modifier les données · modifier les données |
| Rosult                              | 59511      | Nord        | banlieue     | 8,16             | 1 997 (2022)                      | 245                | modifier les données · modifier les données |
| Rumegies                            | 59519      | Nord        | banlieue     | 7,71             | 1 738 (2022)                      | 225                | modifier les données · modifier les données |
| Saméon                              | 59551      | Nord        | banlieue     | 8,82             | 1 722 (2022)                      | 195                | modifier les données · modifier les données |
| Sars-et-Rosières                    | 59554      | Nord        | banlieue     | 2,60             | 613 (2022)                        | 236                | modifier les données · modifier les données |
| Tilloy-lez-Marchiennes              | 59596      | Nord        | banlieue     | 5,50             | 538 (2022)                        | 98                 | modifier les données · modifier les données |

## Évolution démographique selon la délimitation de 2020
| 1968   | 1975   | 1982   | 1990   | 1999   | 2010   | 2015   | 2021   |
| ------ | ------ | ------ | ------ | ------ | ------ | ------ | ------ |
| 31 616 | 31 377 | 31 516 | 33 379 | 34 303 | 35 489 | 36 031 | 36 134 |